# Gerard
Gerard és un nom propi d'home d'origen germànic, que es pot trobar a tot el domini lingüístic del català. Té les variants Guerau, Garau, Grau i també Giralt, poc usades actualment, si bé s'han conservat com a cognoms, i Gerald. El femení de Gerard és Gisela.

## Etimologia
Segons el Diccionari Català-Valencià-Balear prové del germànic i té dos components: geir, que vol dir llança; i hard, que vol dir fort o valent. Així doncs, tenim que Gerard vol dir "llancer fort" o "llancer valent". Altres etimologistes diuen que la primera part ve de wair, que vol dir guerrer, amb la qual cosa també pot significar "guerrer valent" o "guardià valent".
Segons "El gran llibre dels cognoms catalans" el mot Guerau ve del germànic "gairoald" que vol dir "govern de la llança", mentre que Alcover i Moll diuen en el seu Diccionari Català-Valencià-Balear que Guerau també pot venir del llatí "grau" que seria port. Tradueixen el mot al castellà per Geraldo. Josep Albaigés, en el Gran llibre del cognoms catalans, pensa que també podria derivar de "gradus", que és esglaó. El seu femení es Gisela.

## Onomàstica
- 6 de febrer: Gerard d'Òstia
- 13 de març: Gerard de Mayo
- 5 d'abril Gerard de Sauve-Majeure
- 20 d'abril: sant Gerard de Salas
- 23 d'abril: sant Gerard de Toul, Bisbe
- 13 de maig: beat Gerard de Villamagna, eremita.
- 23 de maig: sant Gerard de Lunèl, eremita.
- 29 de maig: Gerard de Mâcon
- 6 de juny: sant Gerard dei Tintori o Gerard de Monza
- 13 de juny: Gerard de Claravall
- 3 de setembre: beat Gerard de Tunc, fundador.
- 24 de setembre: sant Gerard Sagredo, bisbe i màrtir, evangelitzador d'Hongria
- 3 d'octubre: sant Gerard, abat
- 13 d'octubre: sant Guerau d'Orlhac, Sant Grau
- 21 d'octubre: sant Gerard María de Mayela, germà redemptorista
- 5 de novembre: sant Gerard de Besiers
- 5 de desembre: sant Gerard de Braga

## En altres llengües
- Alemany: Gerhard, Gerhardt o Gerhart; Gerke o Gehrke en baix alemany
- Anglès: Gerard, Gerrard, Jerrard, Jerry, Gary o Gerhard. Gerald és considerat un nom diferent
- asturlleonès: Xerardu
- Castellà: Gerardo
- Èuscar: Kerarta
- Francès: Gérard
- Gaèlic: Gearóid
- Gallec: Xerardo
- Hongarès: Gellért
- Islandès: Geirharður
- Italià: Gerardo
- Llatí: Giraldus
- Neerlandès: Geert, Geeraard, Geerd o Gert
- Polonès: Gerard
- Portuguès: Gérard
- Suec: Gerhard

## Personatges
- Nom de diversos sants de l'Església Catòlica, inclosos Gerard Sagredo, Sant Grau o Guerau d'Orlhac
- Gerald Durrell, naturalista anglès
- Gerald Ford, polític nord-americà
- Gerald Martin Johanssen, personatge de ficció de la sèrie Hey, Arnold!
- Gerald Murphy, artista i mecenes nord-americà
- Gerald Nabarro, polític britànic
- Geraldo Rivera, periodista nord-americà
- Gerard, futbolista i entrenador català
- Gerard Quintana, cantant català
- Gerard Casellas, enginyer català
- Gérard Depardieu, actor francès
- Gérard Monier, cineasta francès
- Gerardo Diego, poeta espanyol
- Gerardo Machado y Morales, dictador cubà
- Gerardus Mercator, cartògraf flamenc
- Gerard Piqué i Bernabeu, futbolista català
- Gerhard Richter, pintor alemany
- Gerhard Schröder, polític alemany
- Gerard Way, cantant nord-americà